# Rhodiola imbricata
Rhodiola imbricata är en fetbladsväxtart som beskrevs av Michael Pakenham Edgeworth. Rhodiola imbricata ingår i släktet rosenrötter, och familjen fetbladsväxter. Inga underarter finns listade i Catalogue of Life.